# Concilio di Winchester (1070)
Il Concilio di Winchester del 1070 fu un concilio convocato nell'aprile di quell'anno da Guglielmo il Conquistatore e da tre legati pontifici: Ermenfrido, vescovo di Sion, e i cardinali Giovanni Minuzzo e Pietro. In questo concilio furono deposti Stigand, arcivescovo di Canterbury, e molti altri vescovi e abati di origine anglosassone. I loro incarichi furono affidati in massima parte a religiosi normanni nominati da Guglielmo, che così rinnovò i vertici della Chiesa inglese. Inoltre, durante il concilio furono promulgati molti provvedimenti relativi alla vita ecclesiastica inglese, alcuni dei quali legati alla riforma della Chiesa dell'XI secolo promossa dal papato.

## Premesse
Guglielmo Duca di Normandia, noto anche come Guglielmo il Conquistatore, invase l'Inghilterra nel 1066 con l'appoggio del papato, appoggio che egli aveva probabilmente ottenuto, almeno in parte, perché la Chiesa inglese aveva un assoluto bisogno di essere riformata dall’esterno. Sia Guglielmo che papa Alessandro II desideravano eliminare le irregolarità nell'amministrazione della Chiesa, ma avevano idee differenti riguardo all'autorità che il Papa aveva diritto di esercitare sui governanti laici, poiché Guglielmo desiderava mantenere in Inghilterra la stessa indipendenza decisionale di cui già godeva in Normandia. Durante gli anni dal 1068 al 1070 Guglielmo fu molto occupato a consolidare il proprio dominio sull'Inghilterra contro l'opposizione di molti dei suoi sudditi anglosassoni, opposizione che era culminata in una rivolta fallita nello Yorkshire (con la conseguente devastazione dell' Inghilterra settentrionale), e in un tentativo di invasione da parte del re Sweyn II di Danimarca. Alcuni dei suoi avversari erano vescovi, che lui non poteva privare dei loro incarichi così facilmente come i laici. Un problema particolarmente spinoso era la posizione dell'arcivescovo di Canterbury, Stigand: per vari motivi la legittimità della sua elezione era dubbia e, prima della conquista normanna, negli affari secolari egli era stato un sostenitore della dinastia Godwin. All'inizio del 1070 il Papa, evidentemente su invito di Guglielmo, inviò tre legati in Inghilterra: Ermenfrido, vescovo di Sion, Giovanni Minuzzo, cardinale presbitero del titolo di Santa Maria in Trastevere, e Pietro, probabilmente anch'egli cardinale e presbitero del titolo di San Crisogono. Arrivati in Inghilterra essi inviarono convocazioni - ci è pervenuto il testo di quella inviata al vescovo Vulstano di Worcester - per partecipare a un concilio a Winchester. La convocazione di Vulstano fu inviata solo a nome di Pietro e Giovanni, il che solleva l'ipotesi che Ermenfrido fosse loro subordinato.

## Fonti

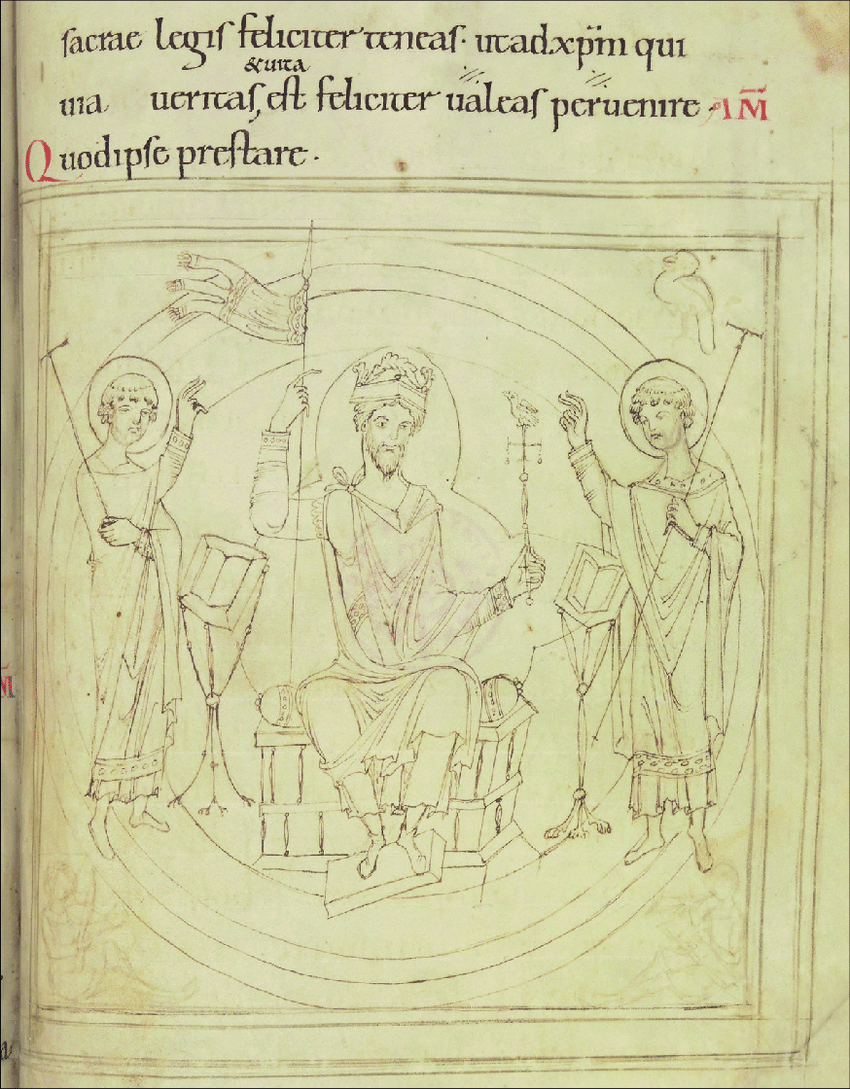
Disegno contenuto in un manoscritto della fine dell'XI secolo, il Ramsey Benedictional (Parigi, Biblioteca nazionale di Francia, ms. Latin 987, f. 111r), che mostra la seconda incoronazione di Guglielmo il Conquistatore nell'Old Minster di Winchester il 4 aprile 1070.

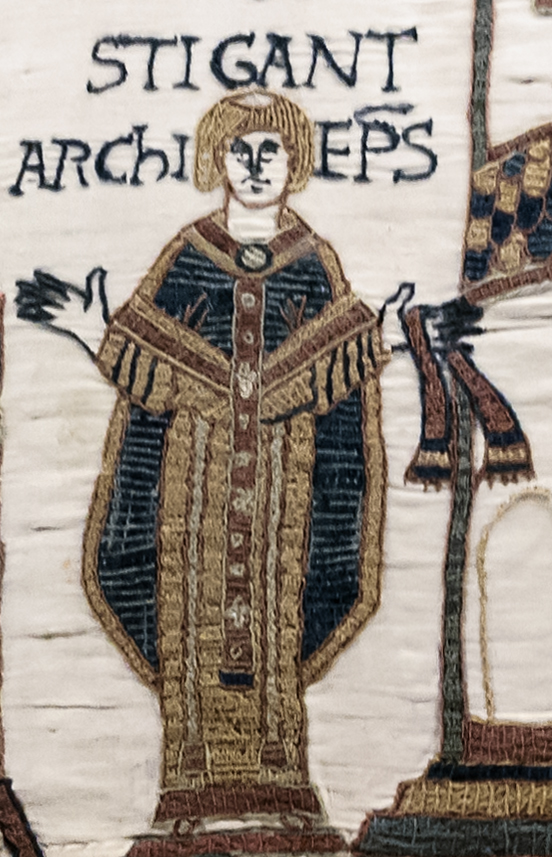
Stigand, arcivescovo di Canterbury, raffigurato nell'Arazzo di Bayeux

Non resta nessuna relazione completa dei lavori tenutisi a Winchester, anche se abbiamo una serie di capitula o titoli relativi ai canoni di un concilio ecclesiastico che con ogni probabilità può essere identificato con questo. È anche possibile trovare qualche resoconto nella Vita Lanfranci di Milo Crispin, in una lettera di Lanfranco a Papa Alessandro II, nella professione di Remigio di Fécamp a Lanfranco, nelle Cronache di Worcester e nelle cronache di Giovanni di Worcester, di Guglielmo di Malmesbury (il Gesta Pontificum Anglorum) e di Orderico Vitale.

## Incoronazione
Il 4 aprile, giorno di Pasqua, Guglielmo fu incoronato per la seconda volta dai legati pontifici all'Old Minster di Winchester (la sua prima incoronazione era avvenuta all'Abbazia di Westminster il giorno di Natale del 1066). Non si trova menzione di alcun giuramento fatto dal re o al re, e la legittimità regale di Guglielmo continuò a essere basata sulla sua prima incoronazione, poiché lo scopo della cerimonia non era quello di stabilire, quanto piuttosto di riaffermare la sua autorità e il suo status di figlio prediletto della Chiesa.

## Svolgimento del Concilio
Il 7 o l'11 aprile 1070 si svolse il concilio, che fu presieduto solo dal re, secondo quanto riporta la Vita Lanfranci, o dal re insieme ai legati, secondo quanto riporta Orderico. Secondo Giovanni di Worcester, l'intento di Guglielmo era quello di "nominare uomini della sua stessa nazione... e confermare così il suo potere nel nuovo regno", e per raggiungere tale obiettivo "spogliò dei loro uffici molti vescovi e abati che non erano stati condannati per alcuna colpa evidente né da concili né dalle leggi del regno". La più importante delle vittime del concilio fu l'arcivescovo Stigand. Egli era rimasto in carica fino a quel momento del regno di Guglielmo sia, forse, per la sua grande ricchezza e influenza, sia perché era in età avanzata e difficilmente avrebbe potuto vivere ancora a lungo. Tuttavia il Papa gli si oppose implacabilmente, scomunicandolo e definendolo, in una lettera a Guglielmo, “fonte di male”. A Winchester Stigand dovette anzitutto affrontare l'accusa di essere stato nominato arcivescovo di Canterbury in modo non conforme al diritto canonico quando il precedente arcivescovo, Roberto di Jumièges, era fuggito dal paese senza abdicare o essere stato deposto, indossandone anche il pallio durante la celebrazione della messa; altre accuse erano quella di essere stato poi confermato in carica non da un papa legittimo ma da un antipapa, Benedetto X, e di aver detenuto in pluralità di benefici sia la sede di Canterbury che la diocesi di Winchester, sempre in contrasto con il diritto canonico. Va anche considerato che era noto il suo coinvolgimento in rivolte insorte nell'Anglia orientale. Per questi motivi la sua deposizione da parte del concilio può avere sorpreso solo pochi osservatori, ed egli trascorse il breve resto della sua vita imprigionato a Winchester, dove morì nel febbraio 1072. A Winchester furono epurati anche altri vescovi. Il fratello di Stigand, Æthelmær, vescovo di Elmham, fu deposto, forse perché era sposato; Leofwine, vescovo di Lichfield, che era colpevole dello stesso reato e che aveva ignorato la sua convocazione al concilio, fu anche scomunicato prima della deposizione; Æthelwine, vescovo di Durham, che si era rifugiato presso la corte scozzese dopo il fallimento della ribellione del Nord del 1069, fu dichiarato fuorilegge. Rimasero in carica solo tre vescovi di origine anglosassone. Secondo Giovanni di Worcester a Winchester furono anche deposti molti abati, e Marc Morris ritiene che tra questi ci fossero gli abati di Abingdon, di St Albans e di Sant'Agostino. Forse durante il Concilio furono anche poste le premesse per il trasferimento della sede vescovile di Dorchester sul Tamigi a Lincoln.
L'argomento delle ulteriori disposizioni del concilio può essere desunto solo dai loro capitula (titoli) sopravvissuti, sempre che la loro attribuzione a Winchester nel 1070 sia esatta. Di queste disposizioni citiamo che la Messa non doveva essere celebrata con birra o acqua ma con il vino; non si potevano utilizzare calici di ottone; gli altari dovevano essere solo di pietra; i battesimi dovevano essere celebrati solo a Pasqua o a Pentecoste salvo casi di pericolo di vita, e le ordinazioni solo nel periodo delle quattro tempora; gli ecclesiastici non dovevano sposarsi o vivere con concubine né dovevano comprare le loro ordinazioni. Inoltre, nessun vescovo doveva ricoprire più di una sede, le penitenze per i crimini dovevano essere decise solo dai vescovi, i monaci fuggitivi dovevano essere scomunicati e non dovevano essere ammessi nel clero secolare o nell'esercito; era vietato tenere sedi con pluralità di benefici, si dovevano tenere sinodi diocesani annuali, si dovevano nominare arcidiaconi e pagare le decime. La politica generale che si osserva in queste disposizioni è quella seguita dalla legislazione ecclesiastica inglese per i successivi settant’anni: imposizione del celibato, lotta alla simonia e, per quanto possibile, allontanamento degli ecclesiastici dagli affari secolari.

## Conseguenze
Non sorprende che quando Guglielmo nominò i sostituti dei vescovi anglosassoni epurati scelse prevalentemente normanni, per la maggior parte cappellani della cappella reale o comunque ecclesiastici a lui ben noti. Lanfranco, abate di Santo Stefano a Caen, fu nominato arcivescovo di Canterbury, e Walkelin, canonico di Rouen, vescovo di Winchester. Un caso eccezionale avvenne per la diocesi di Durham, a capo della quale Guglielmo nominò un Lotaringio, Walcher. Per quanto riguarda i legati pontifici, Giovanni e Pietro partirono per la Normandia a Pentecoste, mentre Giovanni rimase. Ermenfrido presiedette il Concilio di Windsor a Pentecoste, poi seguì i legati suoi confratelli in Normandia, dove contribuì a persuadere Lanfranco ad accettare il suo arcivescovado.